# Michael E. Van Ness
Michael E. Van Ness, né en 1974 est un astronome américain.

## Biographie
Michael E. Van Ness a étudié à l'université du Nord de l'Arizona. En 1998 il a commencé à travailler au sein du programme LONEOS. Il s'intéresse à l'archéo-astronomie.

## Découvertes
Il a découvert trois comètes : deux comètes périodiques, 213P/Van Ness et 327P/Van Ness, et une comète non périodique, C/2004 S1 (Van Ness).
L'astéroïde (14185) Van Ness a été nommé en son honneur.